# دانيل ليسوفوي
دانييل أوليغوفيتش ليسوفوي (الروسية: Даниил Олегович Лесовой) هو لاعب كرة قدم روسي أوكراني في مركز الهجوم ولد في يوم 12 يناير 1998 في موسكو. يلعب حالياً مع نادي دينامو موسكو وسبق له اللعب مع نادي زينيت سانت بطرسبرغ وأرسنال تولا. لعب مع منتخب روسيا للشباب وسبق اللعب مع منتخب أوكرانيا للناشئين